# Soldiers Inc.
Soldiers Inc. — браузерна відеогра 2013 року в жанрі MMORTS, розроблена та випущена Plarium. Гра була випущена у 2013 році і призначена для використання у веббраузерах. Дія гри відбувається у вигаданій країні Зандія, де гравці змагаються за контроль над багатими родовищами корисних копалин. У 2013 році Facebook назвав гру однією з найкращих соціальних ігор на своїй платформі.

## Ігровий процес
Ігровий процес Soldiers Inc. передбачає боротьбу зі злочинними організаціями, корумпованими корпораціями та іноземними урядами за контроль над багатими родовищами корисних копалин у вигаданому світі.
У 2015 році 20th Century Fox та Plarium співпрацювали, щоб перенести теми та досвід франшизи «Чужий проти Хижака» у Soldiers Inc. Майк Дойл з 20th Century Fox сказав: «Soldiers Inc. має ідеальне поєднання захопливого та захопливого ігроладу, який ідеально відповідає франшизі „Чужий проти Хижака“».
Музику до гри написав відзначений нагородами данський композитор і саунд-дизайнер Єспер Кюд.